# Jochem Royaards
Jochem Royaards (Wijk bij Duurstede, 11 augustus 1943 – Wildervank, 14 september 2012) was een Nederlands acteur en regisseur.  
Jochem Royaards was de zoon van Cornelis Willem Royaards en de kleinzoon van Willem Royaards. Zijn broer Rense Royaards is eveneens acteur. Hij was onder anderen getrouwd met actrice Frieda Pittoors.

## Theatervoorstellingen
Als acteur:
- Jeugdproces (1969)
- Kermis in de hel (1969)
- De kneep (1970)
- Vrijheid? Ja-nee-geen mening (1970)
- De geschiedenis van het Lusitaans gedrocht (1972)
- Breken en Bouwen (1972)
- Waarom verdedig je onze eisen niet man? (1973)
- Maak van je hand een vuist (1974)
- Chili (1975)
- Metj je handen in je zakken (1974)
- Het duurt ons te lang (1980)
- Een zwanezang (1990)

Als regisseur:
- Word wild en doe mooie dingen (1980)
- Dodendans 1 (1986)
- Julia en Romeo (1986)
- Het misverstand (1986)
- Suiker (1988)
- Spoken (1989)
- Platonov (1990)
- Het aanzoek (1990)
- Marat-Sade (1991)
- Driestuiversopera (1992)
- De lege ruimte (1992)
- De zachtmoedige (1993)
- Richard III (1993)
- Voorjaarsontwaken (1994)
- De huisbewaarder (1994)
- Leedvermaak (1995)
- De ingebeelde ziekte (1996)
- De kersentuin (1996)